# Фархад, Мухаммед
Мухаммед Фархад (англ. Mohammad Farhad, бенг. মোহাম্মদ ফরহাদ ; 5 июля 1938 — 9 октября 1987) — бангладешский революционер и коммунистический политический деятель.

## Биография
Окончил Университет Дакки с дипломом магистра политических наук в 1961 году. Активист студенческого движения за демократизацию и независимость, участник национально-освободительной войны Бангладеш против Пакистана.
Член ЦК Коммунистической партии Бангладеш с 1967 года, генеральный секретарь ЦК КПБ с 1973 года. В 1975 году вместе со всей партией влился в организованную на базе Авами лиг правящую политическую силу БАКСАЛ, оказавшуюся недолговечной. Депутат Парламента Бангладеш с 1986 года.
Неоднократно подвергался арестам и пыткам — как при пакистанских властях, так и при военных диктатурах в независимой Народной республике Бангладеш. Умер во время визита в Москву, не дожив до 50 лет.